# Porta'm a la lluna (pel·lícula de 2008)
Porta'm a la lluna (títol original en anglès: Fly Me to the Moon) és una pel·lícula belgo-estatunidenca d'animació, dirigida per Ben Stassen i escrita per Domonic Paris, publicada el 2008 als cinemes en format 3D. Conta la història d'unes mosques que desitgen anar a la Lluna i per això envaeixen la nau espacial Apollo 11. És la primera pel·lícula d'animació per ordinador creada, produïda i projectada des de l'inici per tecnologia 3D. Va ser doblada al català.
La pel·lícula va ser produïda per nWave Pictures en associació amb Illuminata Pictures i, als Estats Units, distribuïda per Summit Entertainment i Vivendi Visual Entertainment. L'obra es va exhibir al Festival Internacional de Cinema de Río de Janeiro de 2008 i es va estrenar a Bèlgica el 30 de gener de 2008, i als Estats Units i al Canadà el 15 d'agost de 2008. En aquests dos darrers estats, la pel·lícula també es va publicar en IMAX 3D el 8 d'agost de 2008. En general, va rebre crítiques negatives i va fracassar a les taquilles, ja que només va recaptar 41,7 milions de dòlars en comparació als 25 milions de dòlars del pressupost.

## Repartiment
Els principals intèrprets del repartiment van ser:
| Intèrpret           | Personatge        | Veu en català    |
| ------------------- | ----------------- | ---------------- |
| Trevor Gagnon       | Nat               | Anna Orra        |
| Philip Bolden       | Q.I.              | Cristina Mauri   |
| David Gore          | Scooter           | Meritxell Ané    |
| Tim Curry           | Yegor             | Federic Menescal |
| Christopher Lloyd   | Amos McFly        | Jordi Royo       |
| Kelly Ripa          | Mare d'en Nat     | Carme Alarcón    |
| Mimi Maynard        | Mare d'en Q.I.    | Roser Aldabó     |
| Adrienne Barbeau    | Mare d'en Scotter | Carme Calvell    |
| Nicollette Sheridan | Nadia             | Núria Domènech   |
| Robert Patrick      | Louie             | Francesc Alborch |
| Ed Begley Jr.       | Poopchev          | Oriol de Balle   |
| Stve Kramer         | Leonide           | Fèlix Benito     |
| Sandy Simpson       | Neil Armstrong    | Hernán Fernández |